# النساء أثناء الاجتياح الروسي لأوكرانيا في 2022

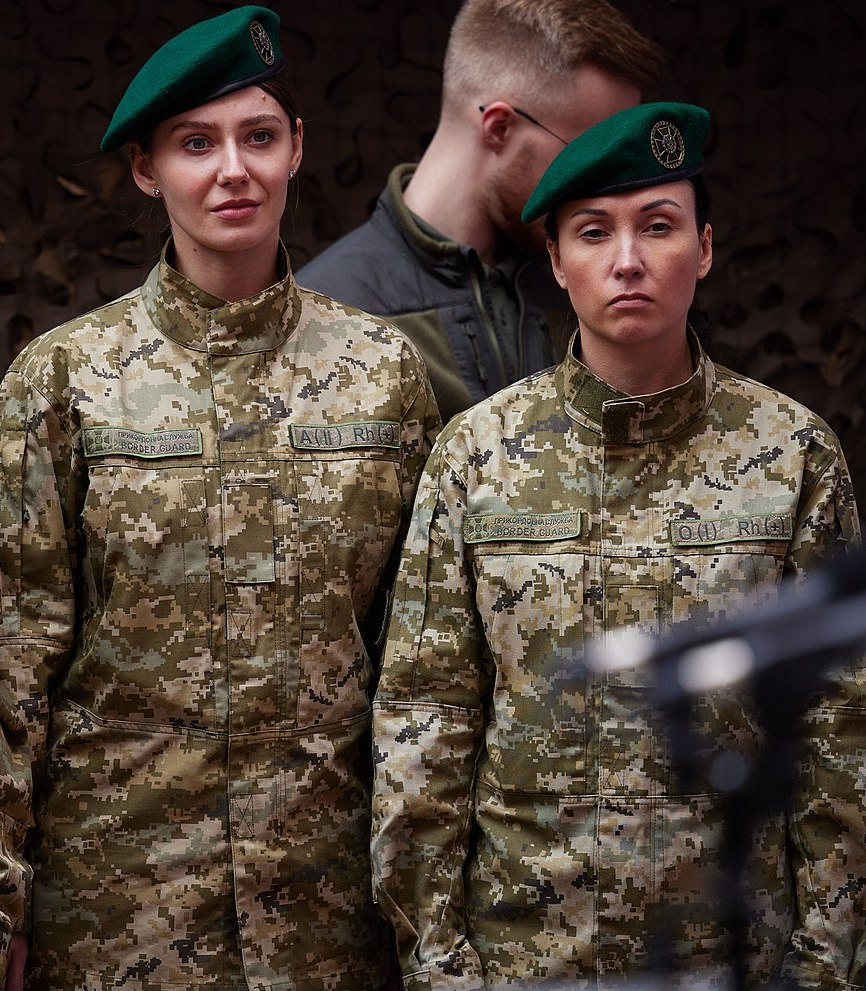
لقاء رئيس أوكرانيا مع أفراد من قوات حرس الحدود الحكومية

نشطت النساء في مجموعة متنوعة من الأدوار أثناء الغزو الروسي لأوكرانيا عام 2022 الذي بدأ في 24 فبراير 2022 وتأثرن في عدد من النواحي.
صرحت أولينا زيلينسكا، سيدة أوكرانيا الأولى، بقولها: «إن مقاومتنا، باعتبارها انتصارنا المستقبلي، اتخذت وجهًا نسائيًا بشكل خاص»، وأشادت بالنساء الأوكرانيات لخدمتهن في الجيش وتربية أطفالهن في زمن الحرب وتقديم الخدمات الأساسية.

## خلفية تاريخية
منذ بداية الحرب الروسية الأوكرانية في عام 2014، ازداد انخراط النساء بنسبة كبيرة في الجيش الأوكراني، وأُتيح لهن العديد من المناصب التي كانت حكرًا على الرجال فقط وتضاعف وجودهن في الخدمة العسكرية. ومع ذلك، لا يزال التمييز والمضايقات مشكلتين كبيرتين داخل الجيش الأوكراني. واجهت النساء المدنيات أيضًا في أوكرانيا مخاطر ومشاكل كبيرة أثناء الحرب. واجهت نساء الرّوما (الغجر) مستويات معينة من التمييز، وغالبًا ما يجري رفض إعطائهن صفة التشريد الداخلي ويواجهن عنصرية شديدة.
على الصعيد العالمي، تواجه النساء والفتيات أيضًا مخاطر متزايدة بسبب النزوح وانهيار الحماية الطبيعية في المجتمع، وقد استخدم الكثيرون العنف الجنسي كتكتيك في الحرب والإرهاب والتعذيب والقمع السياسي. وفقًا لهيئة الأمم المتحدة للمرأة، تتعرض النساء بنسبة تفوق السبعين بالمئة للعنف القائم على النوع الاجتماعي أثناء الأزمات، ونشرت دورية لانسيت الطبية أبحاثًا وجدت أن النساء والفتيات المتأثرات بالنزاع المسلح يتعرضن لقدر أكبر من التجارب المؤلمة.

## جرائم الحرب والعنف ضد المرأة
شوهد العنف الجنسي سابقًا في أوكرانيا وفي نزاعات أخرى من قِبل الروس والقوات الخاضعة لقيادةٍ روسية. وفقًا لمجموعة بيانات العنف الجنسي في النزاعات المسلحة، كانت هناك ادعاءات ضد القوات الروسية بارتكاب أعمال عنف جنسي في ثلاث من سبع سنوات من النزاع في شرق أوكرانيا منذ 2014، وحصل معظم العنف الجنسي أثناء احتجاز الروس للنساء والرجال. يوثق التقرير الوطني لعام 2020 عن ممارسات حقوق الإنسان في أوكرانيا والصادر عن وزارة الخارجية الأمريكية، حالات التعرض للضرب المتكرر والصدمات الكهربائية في منطقة الأعضاء التناسلية والاغتصاب والتهديد بالاغتصاب والعري القسري وتهديدات بالاغتصاب ضد أفراد الأسرة من قِبل القوات التي تقودها روسيا كوسيلة للتعذيب والمعاقبة. أُبلغت منظمة العفو الدولية عن حالات اغتصاب جماعي واغتصاب للبالغين والأطفال من كلا الجنسين على يد القوات الروسية في الشيشان في بدايات العقد الأول من القرن الحادي والعشرين.
تعرضت النساء للعنف الجنسي في الاجتياح. صرحت نائبات البرلمان الأوكراني ليزيا فاسلينكو وألونا شكرم وماريا ميزينتسيفا وأولينا خومينكو أن معظم النساء الكبيرات في المدن التي تحتلها روسيا «أُعدمن بعد تعرضهن للاغتصاب أو انتحرن». كان من الصعب تتبع العدد الدقيق لحالات العنف الجنسي أو الاستجابة لها في الوقت المناسب بسبب إمكانية الاتصال المحدودة مع المناطق الخاضعة للسيطرة الروسية أو المناطق المتنازع عليها في ظل المعارك العنيفة. قالت رئيسة لا سترادا أوكرانيا، مؤسسة خيرية تدعم الناجين من عمليات الاتجار والعنف المنزلي والاعتداء الجنسي، إن الخط الساخن للطوارئ تلقى عدة مناشدات للمساعدة من النساء والفتيات ولكن بسبب المعارك، لم تستطع المؤسسة الخيرية تقديم مساعدة فعلية لهن. أُبلغت السلطات الأوكرانية والدولية وهيئات إنفاذ القانون والإعلام بتقاريرٍ عن اغتصاب جماعي واعتداءات تحت تهديد السلاح وعنف جنسي أمام الأطفال أثناء انسحاب القوات الروسية. طُلب من القرويات جعل أنفسهن غير جذابات من خلال إزالة الحليّ وارتداء الأوشحة والملابس كنساءٍ مسنات.
بعد بدء أول تحقيق رسمي في مزاعم العنف الجنسي من قِبل الجنود الروس في الغزو، نشرت صحيفة التايمز اللندنية في 28 مارس 2022 قصة امرأة ادعت أن زوجها قُتل وتعرضت للاغتصاب في قرية شيفتشينكوف على يد الجنود الروس في 9 مارس 2022. ادعى مجلس مدينة ماريوبول أن القوات الروسية رحّلت قسرًا عدة آلاف من النساء والأطفال الأوكرانيين من المدينة إلى روسيا. استهدفت الغارة الجوية على مستشفى ماريوبول جناح الولادة فيها. أُبلغ عن وقوع أعمال عنف جنسي بين السكان الأوكرانيين بعد اعتقال أحد عناصر أجهزة الدفاع الإقليمية الأوكرانية في فينيتسا إثر محاولته اغتصاب معلمة كانت تحاول الفرار من المنطقة.

## مشاركة فاعلة في النزاع

### في الجيش
تطوع عدد كبير من النساء للقتال في صفوف القوات الأوكرانية استجابة للغزو. صرحت ميا بلوم وصوفيا موسكالينكو من جامعة ولاية جورجيا أن «المرأة الأوكرانية تمتعت تاريخيًا باستقلال غير شائع في أجزاء أخرى من العالم» وأن «أوكرانيا تقدم فكرة فريدة عن الدور القيادي التي يمكن للمرأة أن تلعبه عن جدارة واستحقاق في الدفاع عن الوطن». خدمت المرأة الأوكرانية في القوات المسلحة منذ الحرب العالمية الأولى، لكن لم يُعترف بها رسميًا بنظام المحاربين القدامى مع معاشات تقاعدية عسكرية كاملة حتى الغزو الروسي لشرق أوكرانيا عام 2014. بناءً على الإحصائيات، كان نحو 22.8% من الجيش الأوكراني من الإناث وسُجل نحو 15.5% منهن كجنود.
في الأسبوع الذي سبق الغزو، منعت جمهوريتا دونيتسك الشعبية ولوغانسك الشعبية الانفصاليتان الرجال الذين تتراوح أعمارهم بين 18 و55 عامًا من المغادرة لضمان وجودهم من أجل التجنيد الإجباري. بعد الغزو، فرضت الحكومة الأوكرانية أمرًا مشابهًا على الرجال الذين تتراوح أعمارهم بين 18 و60 عامًا. أثارت هذه القوانين جدلًا كبيرًا، ويعود ذلك بجزءٍ منه إلى طبيعتها الجندرية. ومع ذلك، نظرًا للتدفق الأولي للمتطوعين، لم يجر استدعاء العديد منهم للتجنيد الإجباري ورُفضت المتطوعات. قالت إحداهن متحدثة إلى الصحفيين إنها أُبلغت بالتالي: «حسنًا ستكونين في الصف. ولكن لدينا الآن عدد كبير جدًا من الأشخاص»، مما تسبب في بقاء العديد من النساء في مناطق الدعم والعمل فيها رغم رغبتهن في الخدمة العسكرية. عادت نساءٌ أوكرانيات أخريات إلى البلاد للالتحاق بالقوات المسلحة أو مساعدة الآخرين بالإجلاء، وكن إما لاجئاتٍ أو يعشن في الخارج.
أصبحت إحدى النساء في الجيش بطلة قومية – قناصة لم يُكشف عن اسمها وقيل إنها انضمت إلى مشاة البحرية الأوكرانية في عام 2017 وقاتلت في دونيتسك ولوغانسك تحت علامة النداء كاركول، قبل اعتزالها في يناير 2021. وأُبلغ عن تطوعها مجددًا قبيل غزو عام 2021 وجرت مقارنتها بالقناصة الأوكرانية ليودميلا بافليشنكو في الحرب العالمية الثانية. قالت قناصة أخرى، أولين بيلوزيرسكا، للصحفيين أن التكتيكات الروسية المتبعة كانت مشابهة لتلك في الحرب العالمية الأولى وأن الجنود الروس استُخدموا وقودًا للمدافع مع انعدام الإقدام من طرف الرقباء أو الضباط المساعدين في القوات الروسية في أوكرانيا.

### دروس في الدفاع عن النفس
في فبراير 2022 قبل الغزو، بدأت العديد من النساء في البلدات والمدن التي تحد روسيا يتلقين دروسًا في الدفاع عن النفس ودروس عن الأسلحة تحضيرًا للاجتياح المحتمل. نقلت الصحف عن إحداهن في خاركيف قولها، «الآن هو الوقت لأحمي وطني ومنزلي وعائلتي». قالت أخرى أنها لم تكن متفاجئة بكثرة النساء في الدروس، لاعتقادها أنه المكان الصحيح للفتيات وأن الجندر في هذا الوضع ليس له أهمية. عندما بدأت مدينة إيفانو فرانكيفسك تقديم دروسٍ عن الأسلحة النارية للمدنيين في مارس 2022، اشتركت آلاف النساء مدفوعين بالرغبة في حماية أنفسهن ردًا على مزاعم العنف الجنسي.

### في الصحافة
لعبت النساء دورًا صحفيًا مهمًا أثناء الغزو. صرحت لين إلبر من وكالة أسوشيتد برس أن «وجود نساءٍ تغطي الأحداث الراهنة في أوكرانيا يعارض الأدوار والتوقعات التقليدية» ولكن هذا الوجود «غيّر طبيعة تغطية الحرب. يغطين تكتيكات الحرب، ولكن يدفعن ضريبتها بنفس المقدار». واجهت الصحفيات صعوبات بالغة أثناء الغزو. قالت دورية فورين بوليسي إن النساء شكلن نحو 23% من «إجمالي الخبراء أو الجهات الفاعلة أو المصادر» في المقالات الإخبارية حول الغزو. ولوحظت تغطية ومناقشات إضافية حول الحرب من قِبل الصحفيات الأوكرانيات اللواتي يعشن في الخارج، حيث يعملن على مكافحة الدعاية الروسية ويساعدن في رفع الوعي حول الوضع.
اعتبارًا من 23 مارس، كان اثنان من الصحفيين الخمسة الذين تأكد مقتلهم في الغزو من النساء: أولكساندرا كوفشينوفا وأوكسانا باولينا. ونقلت دورية فورين بوليسي كذلك عن الصحفية الإذاعية الأوكرانية إيرينا سلافينسكا قولها عند وفاة كوفشينوفا، «لسوء الحظ، يحدث هذا كثيرًا للصحفيات الأوكرانيات في الحرب»، وأضافت بأنهن مضطرات للاختيار بين البقاء في منطقة الصراع لتغطية الأحداث أو الفرار مع عائلاتهن، بالإضافة إلى مواجهة خطر العنف الجنسي.